# 藤原宣房 (鎌倉時代前期の公家)
藤原 宣房（ふじわら の のぶふさ、生没年不詳）は、鎌倉時代前期の公家。藤原北家勧修寺流、参議・九条光長の三男。官位は正四位下・左大弁。

## 経歴
後鳥羽院政期の承元2年（1208年）右少弁に任ぜられると、承元3年（1209年）権右中弁次いで右中弁、承元5年（1211年） には正月に左中弁、9月に右大弁、10月に左大弁と、弁官として順調に昇進を重ねる。
左大弁を2年ほど務めて位階も正四位下に至るが、公卿昇進はならず、建保2年（1214年）正月に参議・三条公定が左大弁を兼ねていることから、これまでに宣房は左大弁を去った見られる。あるいは卒去したか。

## 官歴
『弁官補任』による。
- 時期不詳：正五位下
- 承元2年（1208年） 7月9日：右少弁
- 承元3年（1209年） 正月13日：権右中弁。4月14日：右中弁
- 承元5年（1211年） 正月18日：左中弁。9月8日：右大弁。10月12日：左大弁
- 時期不詳：正四位下
- 建保2年（1214年） 日付不詳：辞左大弁

## 系譜
『尊卑分脈』による。
- 父：九条光長
- 母：藤原俊経の女
- 生母不詳の子女
  - 男子：藤原宣通
  - 男子：忠慶
  - 男子：宣厳